# Dresdner Gitarrenfest
Das Dresdner Gitarrenfest ist eine Veranstaltungsreihe der Stadt Dresden. Es entstand in Zusammenarbeit mit der von Detlef Bunk ins Leben gerufenen Reihe Bunki’s Gitarrenladen. Der Club PASSAGE organisiert unter diesem Namen seit 1987 im November drei Tage Gitarrenveranstaltungen. Davon ist jeweils der erste Konzerttag der lokalen Gitarristenszene vorbehalten. Im Vorfeld der abendlichen Veranstaltungen stellen europäische Gitarrenbauer ihre Instrumente aus. 
Die Guitar Night–Tour, bei der mehrere Gitarristen gemeinsam in verschiedenen deutschen Städten auftreten, ist ein weiterer Teil des Festes.

## Bekannte Teilnehmer
Teilnehmer des Festes waren beispielsweise Peter Finger (von Anfang an), Pedro Tagliani, Ahmed El Salamouny, Sammy Vomáčka, Falk Zenker, Joscho Stephan, Ralf Gauck, Jacques Stotzem, Michael Friedman, Don Ross, Al Di Meola und Tim Sparks. 